# Историографија
Историографија, у ужем схватању је скуп истраживања у историји, посвећен одређеној теми или историјском периоду, или збир историјских радова који имају идеолошко, лингвистичко или национално јединство (на примјер марксистичка, енглеска или француска историографија).
Историографија, у ширем схватања је посебна историјска дисциплина, која проучава историју историјске науке. Историографија провјерава колико се тачно научних метода примјењује у писању историјских радова, фокусирајући се на аутора, његове изворе, одвајање чињеница из тумачења, као и стил, ауторову пристрасност.
Историографија је настала у Грчкој са Хекатејем Милетским и Херодотом. Херодот је дао објашњење зашто је написао своју Историју, рекавши да не жели да се ти људи изгубе у измаглици времена. Он је желио да сачува успомену на дјела почињена од стране Грка и Варвара. Мотиви за креативност других историчара антике ће бити другачији. Тукидид, на примјер, је настојао да покаже вјечну борбу за власт, по његовом мишљењу, једну од карактеристика људске природе. Полибије је тврдио да је крајња и највиша тачка свог развоја и историје цијелог свијета Римско царство. Тит Ливије је у историји тражио „модел за нас и нашу земљу“.

## Значајни древни историографи
Листа није исцрпна:
- Херодот, античка Грчка
- Аристотел, античка Грчка
- Манетон, древни Египат
- Гај Јулије Цезар Римски период
- Јосиф Флавије, Римски период
- Тацит, Римски период
- Аријан, Римски период
- Апијан, Римски период
- Сенека, Римски период
- Плиније Старији, Римски период
- Амијан Маркелин, Римски период
- Приск, Византија